# 2025年澳門立法會選舉
澳門特別行政區第八屆立法會選舉（葡萄牙語：Eleições para a 8.ª Assembleia Legislativa de Macau）是將於2025年9月14日舉行的澳門立法會選舉，用以選出新一屆共33名議員中的14名直選議員和12名間選議員。該次選舉由立法會選舉管理委員會主辦，是澳門特別行政區成立以來的第八次立法會換屆選舉。
根據《澳門基本法》及相關選舉法例，澳門立法會由直選、間選與委任三部分組成：本屆將選出14位直選議員、12位間選議員，並由行政長官委任7位議員。
本屆選舉共收到9組直選名單，是澳門自回歸以來直選參選名單最少的一屆。選舉過程仍延續「愛國者治澳」原則，選管會於選前對候選人資格進行審查。各主要建制派政團如民眾建澳聯盟、美好家園聯盟、群力促進會、同心協進會等均有派人參選。除此之外，澳門創建民心力量亦首次參選。此前，黃偉民領軍的「基層互助」因沒在期限內彌補存在的缺陷選民簽名名單，故不符資格，最終不獲確認，最終只有8組參加選舉。後續傳新澳門協會和澳門創建民心力量被指「不真誠擁護特區和基本法」，取消除康慧儀外的全數候選人參選資格，而康氏隨後亦退選，變相令此次選舉只餘下六組參選名單。

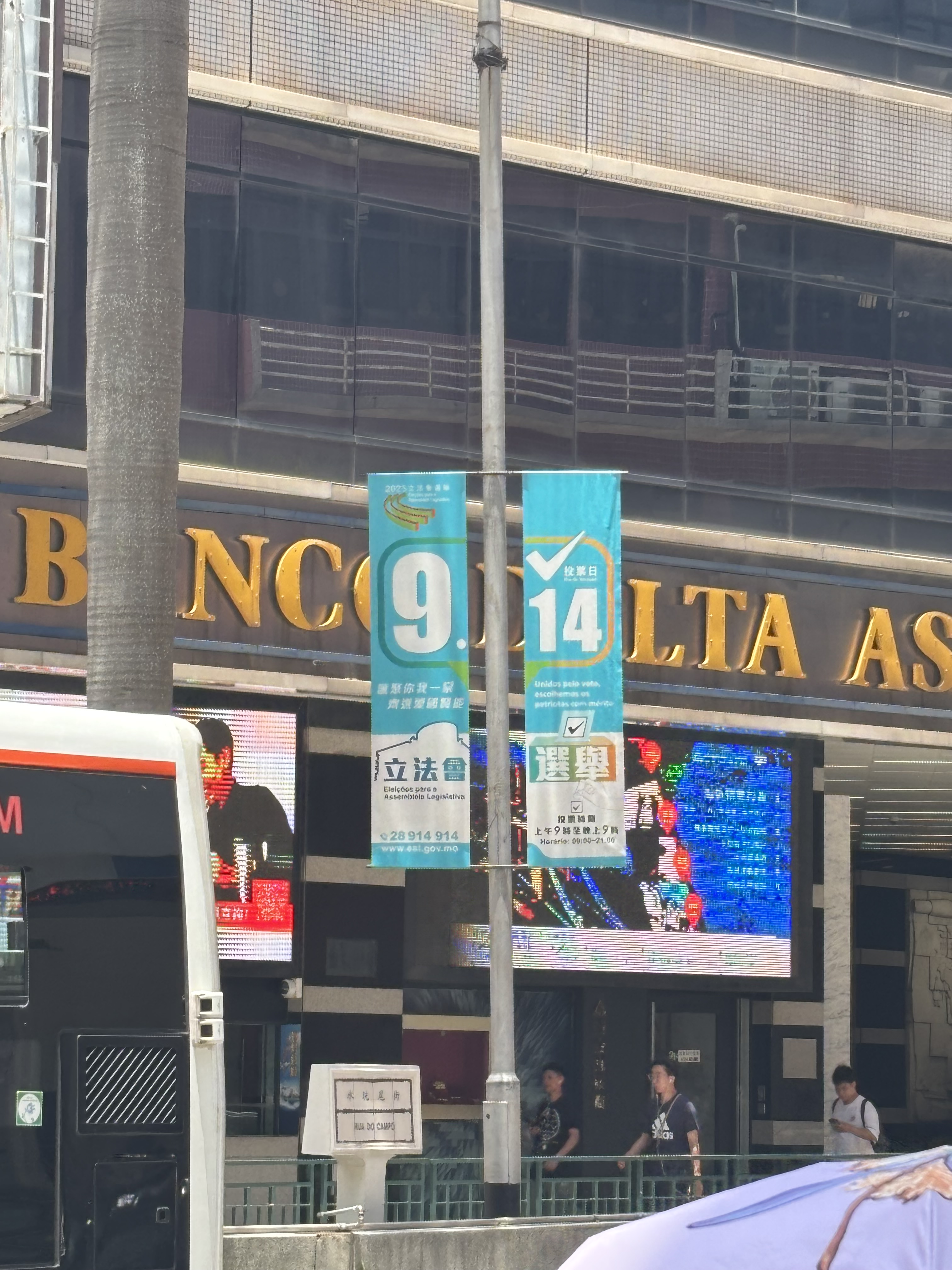
澳門路燈上宣傳第八屆立法會選舉的標識

## 選舉制度
澳門特別行政區立法會由33名議員組成，其中14席由直接選舉產生、12席由間接選舉產生，其餘7席由行政長官委任。立法會的選舉制度依據《澳門特別行政區基本法》第68條、《立法會選舉法》及其相關補充條例制定。

### 直選議席
14名直選議員由擁有投票權的澳門特別行政區永久性居民以單一選區、比例代表制直接選出。投票採用「改良漢狄法」分配議席，每張選票只能投一個提名名單。
候選名單須由300至500名具選舉權的選民組成提名委員會，並須提交政綱及完整候選名單方可參選。

### 間選議席
12名間選議員由若干法定功能界別的法人團體代表間接選出，功能界別包括工商、勞工、專業、福利、教育與體育、文化等。每一界別由授權法人代表投票，選出其界別指定席次。

### 委任議席
行政長官擁有任命7名立法會議員的權力，通常由社會各界具代表性或專業背景的人士出任。

### 被選舉人資格審查
根據第12/2021號法律《修改立法會選舉法》，參選人需符合「擁護《澳門基本法》、效忠中華人民共和國澳門特別行政區」原則。候選人資格須經選舉管理委員會審查，如被認定不符合憲制要求，將不得列入候選名單。

## 立法會選舉管理委員會
2024年12月26日，澳門特別行政區行政長官岑浩輝根據《立法會選舉法》第9至14條公布第八屆立法會選舉管理委員會成員名單，由法官盛銳敏擔任主席，其餘委員包括黎裕豪（檢察官）、吳惠嫻（行政公職局局長）、麥儉明（市政署管理委員會委員）、何燕梅（財政局副局長）及黃樂宜（新聞局副局長）。該委員會的職責包括制定選舉日程與程序安排、審查候選人與提名委員會資格、監督提名及點票流程、受理選舉爭議與違規舉報。在選舉結束並完成結果公布後，該委員會將依法解散。

## 選舉日程
2025年3月3日，特區政府公布第8/2025號行政命令，宣布本屆選舉日為9月14日。參選組別可於3月6日至6月6日期間籌組提名委員會，並於6月26日前提交候選人名單及政綱。8月30日至9月13日為法定宣傳期，9月13日為冷靜期。

## 選民數字統計
截至2025年1月，已登記於澳門立法會選民名冊的自然人選民合資格人數約為333,391人，較上一屆（約326,000人）增加超過7,000人。這反映自然人選民持續增長的趨勢。
而間選部分，根據2025年1月公佈的法人選民登記冊資料，各功能界別法人選民總數如下：工商、金融界108個法人、勞工界68個法人、專業界63個法人、社會服務及教育界162個法人、文化及體育界382個法人。提名委員會須至少由相應界別法人選民的20％組成，以符合參選資格。

## 外部連結
- 澳門特別行政區政府《選舉法》
- 中華人民共和國澳門特別行政區立法會選舉官網
- 澳門特別行政區立法會選舉制度

| 上一屆： 2021年 | 澳門立法會選舉 2025年 | 下一屆： 2029年 |